# Vriesea breviscapa
Vriesea breviscapa é uma espécie de planta do gênero Vriesea e da família Bromeliaceae. 

## Taxonomia
A espécie foi descrita em 2002 por Elton Martinez Carvalho Leme. 
O seguinte sinônimo já foi catalogado:  
- Vriesea sparsiflora breviscapa  E.Pereira & I.A.Penna

## Forma de vida
É uma espécie epífita e herbácea. 

## Descrição
| Caule                                 | Caule               |
| ------------------------------------- | ------------------- |
| propagação vegetativa                 | por broto lateral   |
| Folha                                 |                     |
| roseta                                | infundibuliforme    |
| forma da lâmina                       | linear              |
| largura da lâmina                     | 1                   |
| Inflorescência                        |                     |
| tipo de ramificação                   | racemo duplo        |
| posição                               | pendente            |
| posição das flor na raque             | dística             |
| posição das flor na antese            | subereta            |
| posição das flor                      | secunda/não secunda |
| ápice das brácteas florais            | reto                |
| carena das bráctea floral             | ausente             |
| cor das brácteas florais              | verde               |
| Flor                                  |                     |
| forma da pétala                       | linear              |
| forma do apêndice da pétala           | agudo               |
| cor da pétala                         | amarela             |
| posição dos estame fauce da corola    | incluso             |
| posição do pistilo e estame na antese | radial              |

## Conservação
A espécie faz parte da Lista Vermelha das espécies ameaçadas do estado do Espírito Santo, no sudeste do Brasil. A lista foi publicada em 13 de junho de 2005 por intermédio do decreto estadual nº 1.499-R. 

## Distribuição
A espécie é encontrada nos estados brasileiros de Bahia, Espírito Santo e Minas Gerais. 
A espécie é encontrada no domínio fitogeográfico de Mata Atlântica, em regiões com vegetação de floresta ombrófila pluvial.